# Frédéric-Armand de Schomberg
Frédéric-Armand de Schomberg (ur. grudzień 1615 w Heidelbergu, zm. 11 lipca 1690) – marszałek Francji i angielski generał.

## Początki
Pochodził ze starej rodziny z Palatynatu, urodził się jako syn Hansa von Schönberga (1582-1616) i Anny, córki barona Edwarda Dudleya. Osierocony w kilka miesięcy po urodzeniu, wychowywany był przez różnych przyjaciół, a między nimi był elektor Palatynatu Fryderyk V, w którego służbie był jego ojciec. Swoją karierę wojskową rozpoczął pod Fryderykiem Henrykiem Orańskim, a w 1634 przeszedł do służby w armii szwedzkiej, a rok później wstąpił do armii francuskiej. Jego rodzina, a także cały dom Schönbergów, osiągnęli wysoką pozycję wśród francuskiej arystokracji.

## Generał
Po okresie wypoczynku w rodzinnym majątku w Geisenheim nad Renem w 1639 ponownie wstąpił do służby w armii holenderskiej, w której pozostał do 1650. Następnie powrócił do służby w armii francuskiej jako generał (maréchal de camp), służąc pod Turennem w kampanii przeciwko Ludwikowi II de Bourbon, księciu Condé. Wyróżnił się w słynnej bitwie na Diunach (14 czerwca 1658), która zakończyła wojnę francusko-hiszpańską traktatem pirenejskim.
W 1665 został generałem lejtnantem, uzyskując tak szybki awans dzięki swoim bliski stosunkom z księciem d'Halluin.

## W Portugalii
Po zawarciu pokoju pirenejskiego w 1659, Hiszpanie zagrozili niepodległości Portugalii i Schomberg w 1660 wysłany został do Lizbony jako doradca wojskowy przy cichej aprobacie króla Anglii Karola II (który nadał Schombergowi tytuł barona Tetford). Ludwik XIV, nie chcąc naruszyć świeżego traktatu pokojowego, pozbawił Schomberga jego francuskich oficerów, z którymi nauczył się współpracować. Po wielu trudnościach w trzech kampaniach, będących skutkiem niesubordynacji portugalskich oficerów, Schomberg zwyciężył w bitwie pod Montes Claros stoczonej dnia 17 czerwca 1665 z armią hiszpańską dowodzoną przez księcia Parmy. W 1663 król Portugalii Alfons VI nagrodził go tytułem hrabiego Mertola i roczną pensją w wysokości 5000 franków.

## Marszałek Francji
Po udziale jego armii w rebelii, która obaliła panującego króla na rzecz jego brata Don Pedro, i kończąc wojnę z Hiszpanią, Schomberg wrócił w 1668 do Francji, stając się naturalizowanym Francuzem i kupując sobie posiadłość Coubert koło Paryża. W 1673 został zaproszony przez króla Anglii Karola, z widokami na dowództwo nad armią angielską, odmówił jednak z przyczyn sentymentalnych, woląc służbę we Francji. Zaraz po powrocie do armii francuskiej w 1674 powierzono mu przeprowadzenie operacji w Katalonii, gdzie jednak nie odniósł sukcesów z przyczyny nieposłuszeństwa podkomendnych i słabego wyszkolenia powierzonych mu wojsk. Niepowodzenia te powetował sobie odzyskaniem Bellegarde w 1675. W nagrodę za to w tym samym 1675 został marszałkiem Francji – stało się to możliwe z powodu śmierci słynnego de Turenne'a.

## Wygnanie
Nastały we Francji ciężkie czasy dla Hugenotów i zasługi Schomberga nic nie znaczyły wobec faktu, że był on protestantem. Odwołanie w 1685 edyktu nantejskiego zmusiło go do ucieczki z Francji.
Ostatecznie zaciągnął się do armii brandenburskiej, gdzie został naczelnym wodzem armii elektorskiej. W Berlinie stał się przywódcą tysięcy hugenockich uciekinierów. Wkrótce potem, za zgodą elektora, w 1688 wziął udział w ekspedycji Wilhelma Orańskiego do Anglii. W następnym roku król Anglii Wilhelm III Orański obsypał go licznymi tytułami, a parlament brytyjski przegłosował 100 tys. funtów szterlingów rekompensaty za utracony majątek we Francji (którego pozbawił go Ludwik XIV).

## Wojna w Irlandii
W sierpniu 1689 został głównodowodzącym ekspedycji wymierzonej przeciwko Jakobitom w Irlandii. Po zdobyciu Carrickfergus maszerował bez przeszkód przez opustoszały kraj docierając do Dundalk. Jednak znaczna część jego sił była niedoszkolona i niezdyscyplinowana, przy tym był słabszy liczebnie od wojsk nieprzyjacielskich. Uważał, że byłoby nieroztropnym ryzykować w tych warunkach bitwę, i okopawszy się pod Dundalk nie dawał się wyciągnąć poza obręb swych umocnień. Wkrótce potem wybuchła zaraza, i gdy wycofywał się na leże zimowe do Ulsteru jego siły były bardziej zdruzgotane niż gdyby poniosły poważną klęskę.
Czyny jego zostały skrytykowane przez tych, którzy byli źle poinformowani o całej sytuacji. Wiosną 1690 rozpoczął kampanię od zdobycia Charlemont, po czym nie było już większych postępów w kierunku południowym aż do przybycia Wilhelma Orańskiego. Podczas bitwy nad rzeką Boyne (12 lipca 1690) Schomberg był przeciwny decyzji Wilhelma Orańskiego, który chciał przejść rzekę mając naprzeciw całą nieprzyjacielską armię. W bitwie dowodził centrum, i gdy przekraczał rzekę bez swego kirysa by zebrać swych ludzi, został otoczony przez irlandzkich jeźdźców i natychmiast zabity. Został pochowany w katedrze Świętego Patryka w Dublinie, gdzie stoi także poświęcony mu pomnik, wystawiony w 1731.

## Literatura
- The most important work on Schomberg's life and career is Kazner's Leben Friedrichs van Schomberg oder Schönberg (Mannheim, 1789). The military histories and memoirs of the time should also be consulted.
- Mała Encyklopedia Wojskowa, 1967, Wydanie I